# Orchard Grass Hills (Kentucky)
Pour les articles homonymes, voir Orchard Grass Hills.
Orchard Grass Hills est une ville américaine située dans le comté d'Oldham, dans le Kentucky. Selon le recensement de 2020, sa population est de 1 536 habitants.